# 埼玉県道150号上尾蓮田線

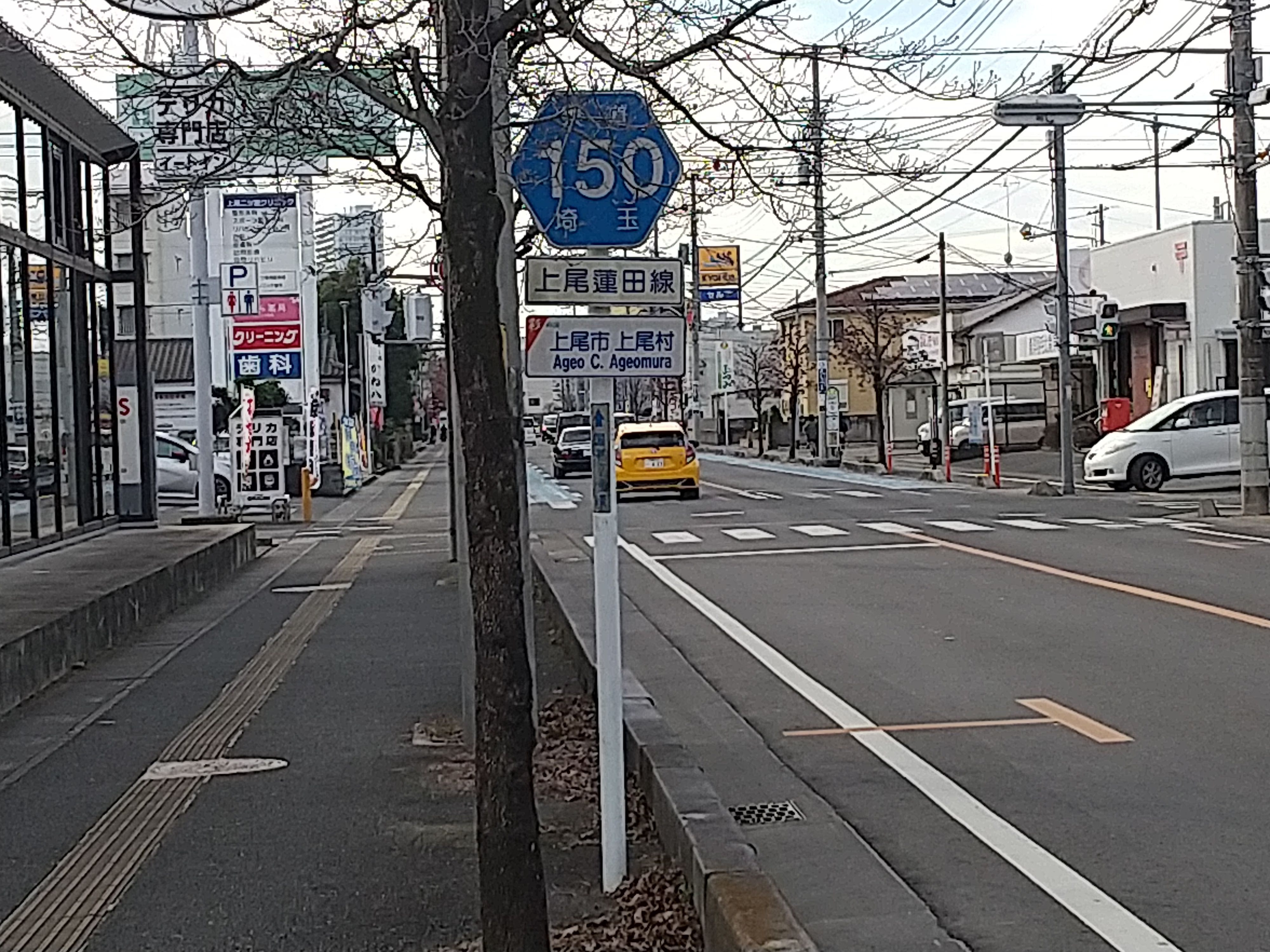
上尾市上尾村付近

埼玉県道150号上尾蓮田線（さいたまけんどう150ごう あげおはすだせん）は、埼玉県上尾市から蓮田市に至る県道である。上尾市役所の前から、蓮田市内までを東西に結ぶ。

## 路線概要
- 起点：埼玉県上尾市（国道17号交点）
- 終点：埼玉県蓮田市（国道122号交点）
- 総距離：5,866m

## 地理

### 通過する自治体
- 埼玉県
  - 上尾市 - 北足立郡伊奈町 - 蓮田市

### 通称
- 市役所通り（上尾市役所前交差点 - 県立がんセンター入口交差点）

県道沿いに立地する埼玉自動車大学校の前に鉄人28号のモニュメントが設置されているため、同線は「鉄人通り」とも呼ばれている。

### 接続・交差する道路
| 交差する道路                         | 交差する道路                 | 交差点名     | 所在地          | 所在地 | 最高速度 (km/h) |
| ------------------------------------ | ---------------------------- | ------------ | --------------- | ------ | --------------- |
| 埼玉県道133号上尾停車場線 上尾駅方面 |                              |              |                 |        |                 |
| 国道17号                             | 国道17号                     | 上尾市役所前 | 上尾市          | 本町   | 40              |
|                                      | 埼玉県道5号さいたま菖蒲線    | 市役所通り東 | 上尾市          | 平塚   | 40              |
| 埼玉県道5号さいたま菖蒲線            |                              | 平塚         | 上尾市          | 平塚   | 40              |
| 埼玉県道311号蓮田鴻巣線              | 埼玉県道311号蓮田鴻巣線      | 志久         | 北足立郡 伊奈町 | 小室   | 40              |
| （いな穂街道）                       |                              |              | 北足立郡 伊奈町 | 小室   | 40              |
| （栄中央通り）                       | （栄中央通り）               |              | 北足立郡 伊奈町 | 栄     | 40              |
| 埼玉県道3号さいたま栗橋線            | 埼玉県道3号さいたま栗橋線    | 関山一丁目   | 蓮田市          | 関山   | 40              |
| 国道122号 (蓮田岩槻バイパス)         | 国道122号 (蓮田岩槻バイパス) | 関山三丁目東 | 蓮田市          | 関山   | 30              |

### 沿道の施設
| 施設                                | 所在地         |
| ----------------------------------- | -------------- |
| 上尾市役所                          | 上尾市         |
| ホンダカーズ上尾東店                | 上尾市         |
| 上尾市文化センター                  | 上尾市         |
| スターバックスコーヒー 上尾二ツ宮店 | 上尾市         |
| コープみらい コープ二ツ宮店         | 上尾市         |
| 上尾中央看護専門学校                | 上尾市         |
| 上尾市総合福祉センター              | 上尾市         |
| 埼玉県立がんセンター                | 北足立郡伊奈町 |
| 埼玉自動車大学校・栄北高等学校      | 北足立郡伊奈町 |
| 山ノ内公園                          | 蓮田市         |
| 古本市場 蓮田関山店                 | 蓮田市         |
| 蓮田市立蓮田中学校                  | 蓮田市         |
| 松屋 蓮田関山店                     | 蓮田市         |
| 蓮田市立蓮田中央小学校              | 蓮田市         |

## ギャラリー

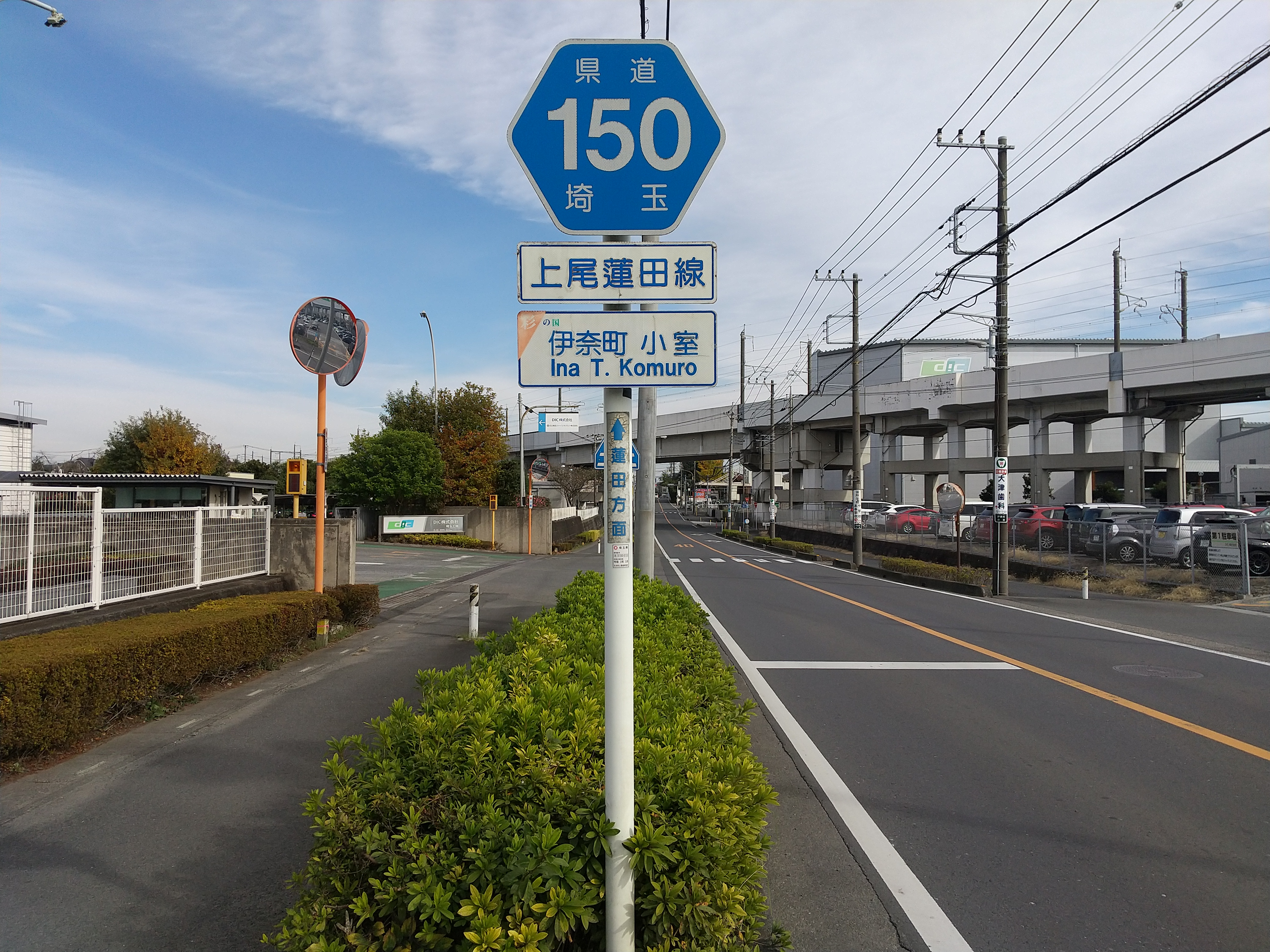
北足立郡伊奈町小室付近
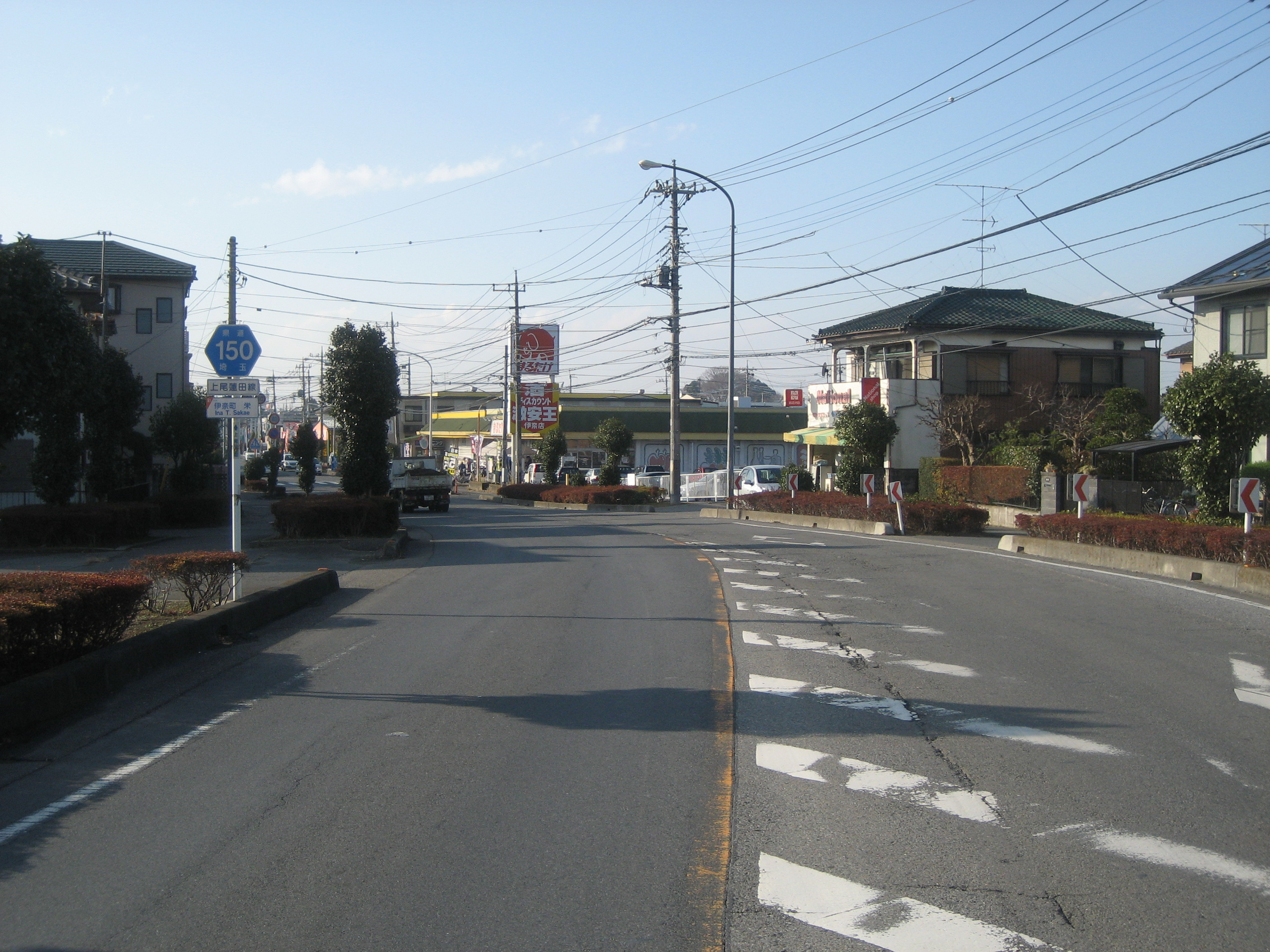
北足立郡伊奈町栄付近